# Tigrinhos
Tigrinhos este un oraș în Santa Catarina (SC), Brazilia.